# Florence Horsbrugh, Baroness Horsbrugh

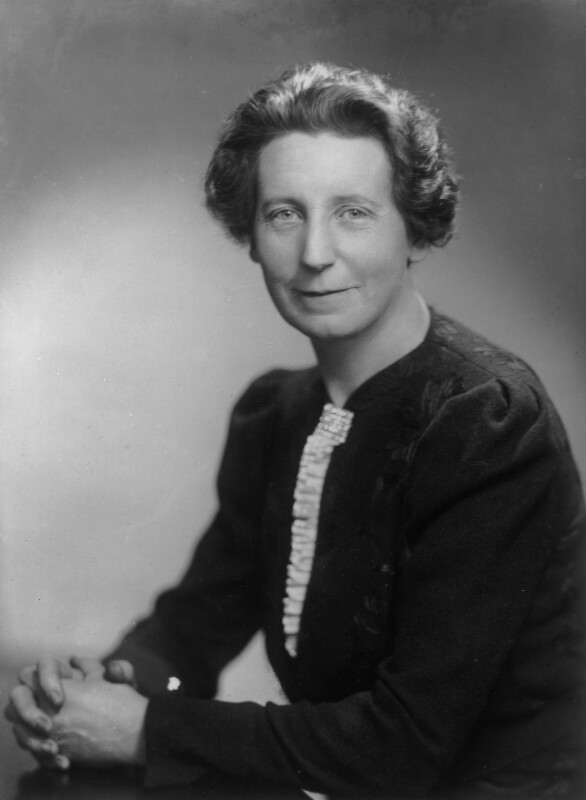
Florence Horsbrugh, Baroness Horsbrugh

Florence Gertrude Horsburgh, Baroness Horsburgh GBE PC (* 13. Oktober 1889 in Edinburgh; † 6. Dezember 1969 ebenda) war eine britische Politikerin der Conservative Party und die dritte weibliche britische Ministerin.

## Leben
Nach der Schulausbildung am Lansdowne House in Edinburgh studierte sie am St Hilda’s College sowie am Mills College in Kalifornien. Während des Ersten Weltkrieges gründete sie eine Organisation mobiler Küchen. Hierfür wurde sie 1920 Member des Order of the British Empire (MBE).
Florence Horsburgh wurde 1931 erstmals als Kandidatin der Conservative Party als Mitglied in das Unterhaus (House of Commons) gewählt und gehörte diesem für den Wahlkreis Dundee zunächst bis zu ihrer Wahlniederlage bei den Unterhauswahlen 1945 an.
1939 übernahm sie als Parlamentarische Sekretärin im Ernährungsministerium ihr erstes Regierungsamt in der Regierung von Premierminister Arthur Neville Chamberlain und wurde außerdem auch Commander of the Order of the British Empire (CBE). Zwischen 1940 und 1945 war sie während der Amtszeit von Premierminister Winston Churchill Parlamentarische Sekretärin im Gesundheitsministerium, ehe sie zum Ende des Zweiten Weltkrieges 1945 wieder für kurze Zeit Parlamentarische Sekretärin im Ernährungsministerium war. 1945 wurde sie außerdem Mitglied des Privy Council.
Nach einer erfolglosen Kandidatur im Wahlkreis Midlothian and Peebles bei den Unterhauswahlen 1950, wurde sie bei der Unterhauswahl 1951 wiederum in das Unterhaus gewählt und vertrat dort bis 1959 abermals die Interessen der Conservative Party im Wahlkreis Manchester Moss Side. Kurz nach der Wahl ernannte Premierminister Churchill sie zur Bildungsministerin (Minister of Education), wobei sie zunächst keinen Kabinettsrang einnahm, sondern erst 1953 Cabinet Minister und damit Mitglied des Kabinetts wurde. Sie war damit nach Margaret Bondfield und Ellen Wilkinson erst die dritte weibliche Ministerin in einem britischen Kabinett. 1954 schied sie aus der Regierung aus. Im Anschluss wurde sie zur Dame Commander of the Order of the British Empire (DBE) ernannt.
Zugleich vertrat sie von 1955 bis 1960 die Interessen des Vereinigten Königreichs als Delegierte im Europarat sowie bei der Westeuropäischen Union.
Nach ihrem Ausscheiden aus dem Unterhaus wurde sie 1959 als Life Peer mit dem Titel einer Baroness Horsburgh, of Horsbrugh in the County of Peebles, in den Adelsstand erhoben und gehörte damit bis zu ihrem Tod als Mitglied dem Oberhaus (House of Lords) an.

## Zitat
„Einen guten Pudding zu machen - einen, der wirklich steht - , befriedigt mich mehr als irgendeine Rede, die ich jemals von der Ministerbank des Unterhauses gehalten habe.“